# La Maîtresse secrète
Pour plus de détails, voir Fiche technique et Distribution.
La Maîtresse secrète (L'amante segreta) est un mélodrame sentimental italien réalisée par Carmine Gallone et sorti en 1941. 
Il s'agit d'une adaptation du roman Mädel in Not d'Alfred Heller.

## Synopsis
Renata est une jeune fille qui, à la suite d'événements malheureux, se retrouve dans une situation de précarité complète. Pour s'en sortir, elle décide de poser pour des peintres, et même de poser nue, mais le temps qui passe la rapproche de l'échec existentiel. Un jour, elle rencontre un homme malheureux en ménage et tombe amoureuse. Il parvient à quitter sa femme et, avec Renata, ils se dirigent vers un avenir rose et plein d'espoir.

## Fiche technique
- Titre français : La Maîtresse secrète[1]
- Titre italien original : L'amante segreta[2]
- Réalisateur : Carmine Gallone
- Scénario : Gherardo Gherardi, Carmine Gallone, d'après le roman Mädel in Not d'Alfred Heller
- Photographie : Václav Vích
- Montage : Nicolò Lazzari
- Musique : Felice Montagnini supervisé par Luigi Ricci
- Décors : Guido Fiorini (it)
- Costumes : Fernando Ferranti
- Production : Gaetano Rizzardi, Giuseppe Montanara, Federico Curioni
- Société de production : Grandi Film Storici
- Pays de production :  Royaume d'Italie
- Langues originales : italien
- Format : Noir et blanc - 1,37:1 - Son mono - 35 mm
- Durée : 101 minutes
- Genre : Mélodrame sentimental
- Dates de sortie :
  - Royaume d'Italie : 27 septembre 1941
  - France : 9 octobre 1942[1]

## Distribution
- Alida Valli : Renata Kreuze
- Fosco Giachetti : Giorgio Amholt
- Vivi Gioi : Diana Ponzio
- Osvaldo Valenti : Valentini
- Camillo Pilotto : Giacomo Mori

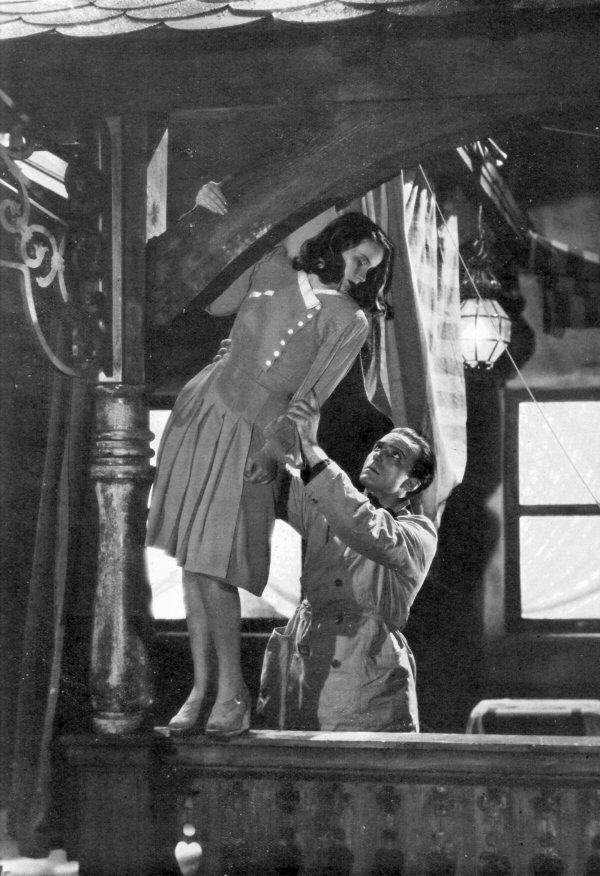
Alida Valli et Fosco Giachetti dans une scène du film.

- Bella Starace Sainati : Comtesse Bianca Lotti
- Anita Farra : Teresa Amholt
- Ada Dondini : Antonia, épouse de Giacomo Mori
- Luigi Almirante : le peintre Riganti
- Carlo Lombardi : l'acteur Mario Fulvi
- Luigi Pavese : Melchiorri
- Claudio Ermelli : le serveur Ottaviano
- Alfredo Martinelli : le client de l'hôtel
- Arturo Bragaglia : le comptable
- Edda Soligo : la serveuse
- Oreste Bilancia
- Giuseppe Pierozzi
- Roberto Bertea
- Aristide Baghetti
- Fedele Gentile :
- Mara Landi :
- Giulio Alfieri :
- Luigi Erminio D'Olivo :
- Alfredo Varelli :